# Montelepre
Montelepre est une commune de la province de Palerme en Sicile (Italie).

## Personnalités

### Personnalités nées à Montelepre
- Salvatore Giuliano (1922 - 1950), bandit sicilien
- Gaspare Pisciotta (1924 - 1954), bandit sicilien
- Lino Saputo (né 1937), entrepreneur sicilien-canadien

## Administration
| Période                                  | Période  | Identité         | Étiquette    | Qualité |
| ---------------------------------------- | -------- | ---------------- | ------------ | ------- |
| 15 juin 2004                             | En cours | Giacomo Tinervia | Lista Civica |         |
| Les données manquantes sont à compléter. |          |                  |              |         |

### Communes limitrophes
Carini, Giardinello, Monreale

### Évolution démographique
Habitants recensés